# چار پاکشیا
چار پاکشیا (به لاتین: Char Pakshya) یک روستا در بنگلادش است که در استان باریسال و در ناحیه باریسال واقع شده است.